# ホテップ
ホテップ（Hotep、ḥtp）は、「平和になる」を意味すると考えられるエジプト語。この言葉は、エジプト第2王朝の最初のファラオであるヘテプセケメイ（ḥr ḥtp-sḫm.wj、「二つの力の和睦」を意味する）のように、古代エジプト人の名前にしばしば見られる。

## ホテプの付くファラオの名前
- ヘテプセケメイ
- メンチュヘテプ2世、メンチュヘテプ3世、メンチュヘテプ4世
- セヘテピブラー・アメンエムハト1世
- セベクヘテプ1世、セベクヘテプ2世、セベクヘテプ3世、セベクヘテプ4世、セベクヘテプ8世
- ネフェルヘテプ1世、ネフェルヘテプ3世
- ラーヘテプ
- アメンホテプ1世、アメンホテプ2世、アメンホテプ3世、アメンホテプ4世

## ホテプの付くその他の人名
- イムホテプ

## 大衆文化
- ナイアーラトテップ - ハワード・フィリップス・ラヴクラフトの小説に登場する神または悪魔。